# Les Trois-Saints
Les Trois-Saints est une commune nouvelle française créée le 1er janvier 2025 dans le département de la Corrèze et la région Nouvelle-Aquitaine. Elle résulte de la fusion des communes de Saint-Martin-Sepert, Saint-Pardoux-Corbier et Saint-Ybard.

## Géographie

### Communes limitrophes
Les communes limitrophes sont  Benayes, Condat-sur-Ganaveix, Lubersac, Salon-la-Tour, Troche, Uzerche et Vigeois.

## Urbanisme

### Typologie
Au 1er janvier 2025, Les Trois-Saints est catégorisée commune rurale à habitat très dispersé, selon la nouvelle grille communale de densité à 7 niveaux définie par l'Insee en 2022. Elle est située hors unité urbaine. Par ailleurs la commune fait partie de l'aire d'attraction d'Uzerche, dont elle est une commune de la couronne,. Cette aire, qui regroupe 8 communes, est catégorisée dans les aires de moins de 50 000 habitants,.

## Histoire
La commune est créée le 1er janvier 2025 à la suite d'un arrêté préfectoral du 25 septembre 2024 par la fusion des communes de Saint-Martin-Sepert, Saint-Pardoux-Corbier et Saint-Ybard. Le chef-lieu de la commune nouvelle est fixé à la mairie de l'ancienne commune de Saint-Ybard.

## Politique et administration
Jusqu'aux prochaines élections municipales françaises de 2026, le conseil municipal de la commune nouvelle est constitué de l'addition des conseils municipaux des trois communes fondatrices.

### Liste des maires
| Période      | Période  | Identité           | Étiquette | Qualité                                                       |
| ------------ | -------- | ------------------ | --------- | ------------------------------------------------------------- |
| janvier 2025 | En cours | Jean-Jacques Dumas | LR        | Administrateur de sociétés Maire de Saint-Ybard (1989 → 2024) |

### Communes déléguées
| Nom                   | Code Insee | Intercommunalité                 | Superficie (km2) | Population (dernière pop. légale) | Densité (hab./km2) |
| --------------------- | ---------- | -------------------------------- | ---------------- | --------------------------------- | ------------------ |
| Saint-Ybard (siège)   | 19248      | CC du Pays d'Uzerche             | 30,05            | 717 (2022)                        | 24                 |
| Saint-Martin-Sepert   | 19223      | CC du Pays de Lubersac-Pompadour | 15,71            | 267 (2022)                        | 17                 |
| Saint-Pardoux-Corbier | 19230      | CC du Pays de Lubersac-Pompadour | 17,44            | 383 (2022)                        | 22                 |

## Population et société

### Démographie
L'évolution du nombre d'habitants est connue à travers les recensements de la population effectués dans la commune depuis sa création.

En 2022, la commune comptait 1 367 habitants.
| 2021  | 2022  |
| ----- | ----- |
| 1 353 | 1 367 |